# SHISHAMO

乐队标志

SHISHAMO，日本的女性三人组摇滚乐队。2010年结成，最初队名是日语汉字的，后来改为读音相同的罗马字“SHISHAMO”。

## 成员

### 现任成员
宮崎朝子（日语：／ Miyazaki Asako、1994年12月22日 - ）
担当主唱、吉他、作词、作曲。神奈川县川崎市出身。除音乐制作外，还担当CD封面、宣传海报、周边商品等的设计及图案绘画工作。
松冈彩（日语：／ Matsuoka Aya、1996年1月31日 - ）
担当贝司。大阪府出身。2014年9月加入乐队。
吉川美冴贵（日语：／ Yoshikawa Misaki、1994年11月26日 - ）
乐队领队。担当鼓。神奈川县川崎市出身。

### 过往成员
松本彩（日语：／ Matsumoto Aya、1994年8月14日）
贝司。神奈川县川崎市出身。2014年9月退出乐队。宫崎的童年伙伴。

## 经历
2010年，宫崎和松本入读川崎综合科学高等学校设计系，加入轻音乐部后组成乐队。同班的吉川后来加入。最初乐队起名为汉字“柳叶鱼”，起名的是宫崎的姐姐，理由是“读起来很可爱，文字写出来很帅气”。但是因为这三字的组合在日语中不属于常用词，大多数人并不能正确的读出来。乐队成立初期以演奏他人乐曲为主，直到2011年8月，宫崎完成了第一首原创歌曲《作业没做完》。
2012年5月13日，TEENS ROCK IN HITACHINAKA 2012音乐节上，《作业没做完》首次演出，获得了音乐节优秀奖和主唱奖。此后乐队改名为罗马字的“SHISHAMO”。开始受到音乐界的关注，音乐杂志《MUSICA》的主编、乐评人鹿野淳表示“找到了高中生乐队中从未见过的人才。”10月17日，原创CD《作业没做完》试听版限量发售，在ORICON未出道榜单中排名第7。11月10日，SHISHAMO担当日本放送广播节目All Night Nippon R主持人，引起网络讨论，网络上更有“ANN史上最无名的主持人”之说，一度占据新闻前列。
2013年1月23日，专辑《毕业制作》发布。3月开始11场的专题巡回演唱会，最后一场在家乡川崎的演唱会大获成功。6月，高校毕业后，开始正式音乐活动，连续参与了多个音乐演出。8月，与经纪公司FAITH MUSIC ENTERTAINMENT签约并正式出道。11月13日，出道专辑《SHISHAMO》发售。12月6日，第一次专场演唱会开始。
2014年5月24日-6月29日，2014春季巡回演唱会进行，共10场。7月2日，单曲《你与夏日音乐节》发售。9月11日，在乐队结成时说过“20岁时结束乐队活动”的松本彩退出乐队，同时大阪出身的贝斯手松冈彩在宫崎的邀请下加入。10月1日，单曲《量产型男友》发售。10月4日-11月28日，2014秋季巡回演唱会进行，共19场。
2015年3月4日，专辑《SHISHAMO 2》发售。4月4日-6月13日，2015春季巡回演唱会进行，共16场。8月5日，单曲《热带夜》发售。10月5日-11月29日，2015秋季巡回演唱会进行，共15场。11月27日，首次作为嘉宾出演朝日电视台直播音樂節目《MUSIC STATION》，这也是SHISHAMO首次在电视节目中演出歌曲。12月2日，单曲《你与滑雪场》发售。
2016年1月4日，首次在日本武道館举行单独公演。3月2日，专辑《SHISHAMO 3》发售。4月6日，首个影像作品《SHISHAMO NO BUDOKAN!!!》蓝光盘发售。4月9日-5月15日，2016春季巡回演唱会进行，共11场。6月25日，在大阪城音乐厅举行公演。7月16、17日，在东京日比谷野外大音乐厅举行公演。9月7日，抒情单曲《夏季的恋人》发售。11月11日-12月11日，2016秋季巡回演唱会进行，共13场。
2017年2月22日，专辑《SHISHAMO 4》发售。3月5日，参加了J联赛川崎前锋与鸟栖砂岩比赛的开球仪式，同日还同时发售了由宫崎设计的SHISHAMO×川崎前锋俱乐部联名商品。歌曲《明天也》成为川崎前锋队的支援歌。3月18日-6月22日，2017春季巡回演唱会进行，共19场。7月1日、17日，分别在大阪城音乐厅和东京日比谷野外大音乐堂举行演唱会。8月2日，单曲《BYE BYE》发售。10月21日，为新垣結衣和瑛太主演的电影《恋爱回旋》创作的主题曲《看那笑容》和插曲《仙人掌》随电影公开，这也是SHISHAMO首次为电影作曲。10月25日，单曲《看那笑容》发售。11月6日-12月9日，2017秋季巡回演唱会进行，共11场。12月5日，被任命为“川崎市市民文化大使”。12月22日，首次参加朝日电视台MUSIC STATION SUPER LIVE 2017演唱会。12月29日，三位成员一起参演的NTT docomo年末三天限定电视广告播出，三人饰演酒馆服务员，广告歌为《明天也》。12月31日，首次参加第68届NHK红白歌会，与80人的高中生管乐队共同演出了《明天也》。
2018年3月21日，单曲《淡蓝色的日子》发售，CD封面由宫崎作画，主打曲《淡蓝色的日子》是应可尔必思邀请创作的可尔必思水广告歌。3月24日-6月17日，2018春季巡回演唱会进行，共20场，这也是SHISHAMO到目前为止最大规模的一次巡回演唱会。6月5日，专辑《SHISHAMO 5》先行曲《呐，》公开，并再次成为可尔必思水广告歌。6月9日，NHKSHIBUYA NOTE节目播出SHISHAMO特集，征集观众投票来决定演奏曲目的方式进行演唱会。6月20日，专辑《SHISHAMO 5》发售，首周获得ORICON周榜第3位的成绩。6月24日，新专辑发售之际，在2013年高校毕业前最后一次公开演出的川崎市la cittadella中央喷泉广场举行免费招待制演唱会，只要持专辑《SHISHAMO 5》到场就可换取入场券。7月28日，乐队在正式出道5周年之际，以报答家乡为主题，原预定在家乡川崎市等等力陆上竞技场举行首次室外体育场演唱会。但是因2018年第12号台风云雀的影响，日本气象厅及川崎市均发出强风警报，主办方为安全考虑在28日上午决定取消本次演唱会。另作为出道5周年纪念活动的一部分，7月7日至7月29日间SHISHAMO 5周年纪念展览在川崎市市民博物馆举行。11月2日至2019年1月12日，2018-2019巡回演唱会预定举行，本次巡回中将首次进行海外演出，分别是11月2日台北和11月4日上海。10月8日，NHK宣布2019年度第86屆NHK全國學校音樂大賽初中組的必選曲，選擇由SHISHAMO担当创作以“飞翔”为主题的合唱歌曲，预定将在2019年3月发表。
2019年1月31日，2018-2019巡回演唱会追加公演的最后一场因宫崎的嗓子出现问题而延期，宫崎在发表的留言中写道：“这是我出生以来喉咙第一次出现如此严重的问题，说真的自己也不敢相信。”

## 作品

### 未出道CD
|   | 发售日         | 标题           | ORICON 最高位 | 备注             |
| - | -------------- | -------------- | ------------- | ---------------- |
| 1 | 2012年10月17日 | 作业没做完（宿題が終わらない） | --            | 限量发售试听版   |
| 2 | 2013年1月23日  | 毕业制作（卒業制作）   | 265位         | 高校时期的总结版 |

### 单曲
|    | 发售日         | 标题               | ORICON 最高位 | 备注                         |
| -- | -------------- | ------------------ | ------------- | ---------------------------- |
| 1  | 2014年7月2日   | 你与夏季音乐节（君と夏フェス） | 21位          | 初期乐队的最后一作           |
| 2  | 2014年10月1日  | 量产型男友（量産型彼氏）     | 26位          | 成员变化后第一作             |
| 3  | 2015年8月5日   | 热带夜（熱帯夜）         | 38位          |                              |
| 4  | 2015年12月2日  | 你与滑雪场（君とゲレンデ）     | 30位          |                              |
| 5  | 2016年9月7日   | 夏季的恋人（夏の恋人）     | 23位          |                              |
| 6  | 2017年8月2日   | BYE BYE            | 22位          |                              |
| 7  | 2017年10月25日 | 看那笑容（ほら、笑ってる）       | 27位          | 电影《乒乓情人夢》（ミックス。）主题曲 |
| 8  | 2018年3月21日  | 淡蓝色的日子（水色の日々）   | 26位          |                              |
| 9  | 2019年4月24日  | OH!                | 31位          |                              |
| 10 | 2019年10月16日 | 想在你的身边（）   | 26位          |                              |

### 配信單曲
|   | 发售日         | 标题                     | 备注 |
| - | -------------- | ------------------------ | ---- |
| 1 | 2020年5月13日  | 沒有明日（明日はない）             |      |
| 2 | 2020年5月26日  | 妄想夏天（妄想サマー）             |      |
| 3 | 2020年12月2日  | 人類（人間）                 |      |
| 4 | 2020年12月23日 | 明天晚上你想食什麼？（明日の夜は何が食べたい？） |      |

### 原創专辑
|   | 发售日         | 标题         | Oicon 最高位 | 备注                                             |
| - | -------------- | ------------ | ------------ | ------------------------------------------------ |
|   | 2013年11月13日 | 毕业制作（卒業制作） | 94位         | 在校时期自主制作的专辑重新发售                   |
| 1 | 2013年11月13日 | SHISHAMO     | 34位         |                                                  |
| 2 | 2015年3月4日   | SHISHAMO 2   | 17位         |                                                  |
| 3 | 2016年3月2日   | SHISHAMO 3   | 7位          |                                                  |
| 4 | 2017年2月22日  | SHISHAMO 4   | 8位          | 歌曲《》被日本唱片协会认定为金配信歌曲（2017-6） |
| 5 | 2018年6月20日  | SHISHAMO 5   | 3位          |                                                  |
| 6 | 2020年1月29日  | SHISHAMO 6   | 16位         |                                                  |
| 7 | 2021年6月30日  | SHISHAMO 7   | 15位         |                                                  |

### 精選專輯
|   | 发售日        | 标题          | ORICON 最高位 | 备注 |
| - | ------------- | ------------- | ------------- | ---- |
| 1 | 2019年6月19日 | SHISHAMO BEST | 5位           |      |

### 影像作品
|   | 发售日        | 标题                                       | 规格 | ORICON 最高位 | 收录内容                                             |
| - | ------------- | ------------------------------------------ | ---- | ------------- | ---------------------------------------------------- |
| 1 | 2016年4月6日  | SHISHAMO NO BUDOKAN!!!                     | BD   | 8位           | 2016年1月4日在日本武道馆举行演唱会的影像             |
| 2 | 2016年11月9日 | SHISHAMO NO OSAKA-JOHALL!!!                | BD   | 12位          | 2016年6月25日在大阪城音乐厅举行演唱会的影像          |
| 3 | 2017年8月2日  | 明天在地铁里擦肩而过的，是魔法般的恋爱（明日メトロですれちがうのは、魔法のような恋） | BD   | 19位          | 2017年春季巡回中，3月9日在日本武道馆举行演唱会的影像 |
| 4 | 2020年1月29日 | SHISHAMO NO BEST ARENA!!! EAST             | BD   | 23位          |                                                      |

## NHK红白歌会出场纪录
| 年份/屆數     | 出場 次數 | 曲目                   | 出演 次序 | 對決歌手 | 備註 |
| ------------- | --------- | ---------------------- | --------- | -------- | ---- |
| 2017年/第68回 | 初        | 明日も〜紅白2017ver.〜 | 3/23      | 三山宏   |      |